# 필리핀의 국장
필리핀의 국장은 1946년에 제정되었다.

필리핀의 국장

필리핀의 국장 (독수리와 사자 문양을 삭제한 버전)

방패 가운데에는 하얀색 원 안에 금색 태양이 그려져 있으며 방패 상단에는 하얀색 바탕에 3개의 금색 별이 그려져 있다. 3개의 별은 필리핀의 주요 섬인 루손섬, 비사야 제도, 민다나오섬을 뜻하며 8개의 햇살은 최초로 스페인에 반기를 든 8개 주(마닐라, 카비테주, 불라칸주, 팜팡가주, 누에바에시하주, 타를라크주, 라구나주, 바탕가스주)를 뜻한다.
방패 하단 왼쪽에는 파란색 바탕에 독수리가 그려져 있으며 하단 오른쪽에는 빨간색 바탕에 금색 사자가 그려져 있다. 독수리와 사자는 각각 미국과 스페인을 뜻하며 식민 통치를 받았던 필리핀의 과거를 뜻한다. 방패 아래쪽에 있는 리본에는 필리핀의 공식 명칭인 "필리핀 공화국"("REPUBLIKA NG PILIPINAS")이 필리핀어로 쓰여져 있다.

## 역대 국장

(1905년~1936년)
(1936년~1940년)
(1940년~1941년)
(1941년~1946년)
(1946년~1978년)
(1978년~1985년)
(1985년~1986년)
(1986년~1998년)

## 같이 보기
- 필리핀의 국기